# Zenaida-Schwertlilie
Die Zenaida-Schwertlilie (Iris zenaidae) ist eine Pflanzenart aus der Gattung der Schwertlilien (Iris) innerhalb der Familie der Schwertliliengewächse (Iridaceae).

## Merkmale
Die Zenaida-Schwertlilie ist eine ausdauernde Zwiebelpflanze. Die Blüten sind violettblau. Der Nagel der Hängeblätter ist 2,2 bis 2,8 Zentimeter breit. Unterhalb der Platte weist er einen großen weißen Fleck auf. 

## Vorkommen
Die Zenaida-Schwertlilie kommt in Tian Shan und im Fergana-Gebirge auf steinigen Hängen der mittleren Bergstufe vor.

## Belege
- Eckehart J. Jäger, Friedrich Ebel, Peter Hanelt, Gerd K. Müller (Hrsg.): Exkursionsflora von Deutschland. Begründet von Werner Rothmaler. Band 5: Krautige Zier- und Nutzpflanzen. Springer, Spektrum Akademischer Verlag, Berlin/Heidelberg 2008, ISBN 978-3-8274-0918-8.